# Stephen Darby
Stephen Darby (Liverpool, 6 de outubro de 1988) é um futebolista inglês. Atualmente joga pelo Notts County por empréstimo.